# El gerente
El gerente és una pel·lícula de comèdia dramàtica argentina de 2022 dirigida per Ariel Winograd que està inspirada en la novel·la El gerente de Noblex escrita per María José Acosta. Narra la història d'una empresa de televisors que llança com a companyia retornar els diners i regalar el producte als seus clients si la selecció argentina no classifica al Mundial de Rússia de 2018. És protagonitzada per Leonardo Sbaraglia, Carla Peterson, Luis Luque i Cecilia Dopazo. La pel·lícula es va estrenar el 20 d'octubre de 2022 a Paramount+.

## Argument
Narra la història d'una empresa de televisors que decideix llançar una promoció que consisteix a retornar els diners a tots aquells clients que van comprar un producte seu en cas que l'equip de futbol argentí no es classifiqui al pròxim mundial de futbol. Amb la finalitat de disparar les seves vendes, l'equip creatiu es troba amb la sorpresa que la selecció no estaria per passar ni tan sols les fases eliminatòries per a classificar a la Copa Mundial, per la qual cosa, la tensió en l'ambient laboral creix, sobretot amb els amos, posant en risc el seu lloc laboral i fins i tot l'economia de l'empresa.

## Repartiment
- Leonardo Sbaraglia com Álvaro Torres
- Carla Peterson com Federica
- Luis Luque com Omar Manganaro
- Cecilia Dopazo com Florencia
- Valentín Wein com Gonzalo Torres
- Marina Bellati com Sabrina
- Mónica Raiola com Leticia
- Agustina Suásquita com Vicky
- Ignacio Saralegui com Camilo
- Martín Piroyansky com Gerent de Frávega
- Sebastián Almada com Washington Morales
- Miguel Granados com Carlos Arriegui
- Luis Sagasti com Ramiro Humo
- Marco Antonio Caponi com Doctor
- Charley Rappaport com Ediberto De Sousa
- Martin Armendariz com Amic de Gonzalo
- Luca Martin com Amic de Gonzalo

## Recepció

### Comentaris de la crítica
María Eugenia Capelo d’Infobae va descriure a la pel·lícula com «una comèdia efectiva» i que «Sbaraglia brilla en la seva interpretació». Per la seva part, Pablo O. Scholz de Clarín va manifestar que la cinta compleix amb diversos elements, entre ells «les línies de diàleg enginyoses» i que l'espectador mantingui «un somriure més o menys constant». En una ressenya per Página/12, Ezequiel Boetti va qualificar al film amb un 6 dient que és «potser massa argentina per als termes globals que requereixen les plataformes». Diego Batlle d'Otros cines a escriure que es tracta de «una entretinguda comèdia popular» que causa «un permanent somriure i alguna ocasional riallada».
D'altra banda, Guillermo Courau de La Nación va destacar el treball de Sbaraglia com «una notable actuació», però que la pel·lícula no s'arrisca en la seva trama i prefereix «trepitjar terreny ferm». Emiliano Basile d'Escribiendo cine va concloure que «El gerente funciona bé per la seva dinàmica proposada i per la bona performance de Sbaraglia, que compon un personatge atípic, poc carismàtic i aconsegueix generar de totes maneres empatia».

### Premis i nominacions
| Llista de premis i nominacions | Llista de premis i nominacions     | Llista de premis i nominacions                       | Llista de premis i nominacions      | Llista de premis i nominacions | Llista de premis i nominacions |
| Any                            | Organització                       | Categoria                                            | Nominat/a(s)                        | Resultat                       | Ref(s)                         |
| ------------------------------ | ---------------------------------- | ---------------------------------------------------- | ----------------------------------- | ------------------------------ | ------------------------------ |
| 2022                           | Premis Martín Fierro Digital Nadiu | Millor contingut de ficció digital per a plataformes | El gerente                          | Guanyador                      | [ 11 ]                         |
| 2022                           | Premis Martín Fierro Digital Nadiu | Martín Fierro d’Or                                   | El gerente                          | Guanyador                      | [ 11 ]                         |
| 2023                           | Premis Cóndor de Plata             | Millor director                                      | Ariel Winograd                      | Nominat                        | [ 12 ]                         |
| 2023                           | Premis Cóndor de Plata             | Premi del públic BA audiovisual                      | El gerente                          | Nominat                        | [ 12 ]                         |
| 2023                           | Premis Cóndor de Plata             | Millor actor                                         | Leonardo Sbaraglia                  | Nominat                        | [ 12 ]                         |
| 2023                           | Premis Cóndor de Plata             | Millor actriu de repartiment                         | Marina Bellati                      | Nominat                        | [ 12 ]                         |
| 2023                           | Premis Cóndor de Plata             | Millor actriu de repartiment                         | Carla Peterson                      | Nominat                        | [ 12 ]                         |
| 2023                           | Premis Cóndor de Plata             | Millor guió adaptat                                  | Patricio Vega                       | Nominat                        | [ 12 ]                         |
| 2023                           | Premis Cóndor de Plata             | Millor muntatge                                      | Pablo Barbieri                      | Nominat                        | [ 12 ]                         |
| 2023                           | Premis Cóndor de Plata             | Millor direcció d’art                                | Romina del Prete                    | Nominat                        | [ 12 ]                         |
| 2023                           | Premis Cóndor de Plata             | Millor disseny de vestuari                           | Virna Cortinovis                    | Nominat                        | [ 12 ]                         |
| 2023                           | Premis Cóndor de Plata             | Millor música original                               | Lucio Godoy                         | Nominat                        | [ 12 ]                         |
| 2023                           | Premis Cóndor de Plata             | Millor maquillatge i perruqueria                     | Emmanuel Miño                       | Nominat                        | [ 12 ]                         |
| 2023                           | Premis Cóndor de Plata             | Millor direcció de càsting                           | Verónica Bruno i Florencia Limonoff | Nominat                        | [ 12 ]                         |
| 2023                           | Premis Sur                         | Millor director                                      | Ariel Winograd                      | Nominat                        | [ 13 ]                         |
| 2023                           | Premis Sur                         | Millor actor                                         | Leonardo Sbaraglia                  | Nominat                        | [ 13 ]                         |
| 2023                           | Premis Sur                         | Millor actriu revelació                              | Mónica Raiola                       | Nominat                        | [ 13 ]                         |
| 2023                           | Premis Sur                         | Millor guió adaptat                                  | Patricio Vega                       | Nominat                        | [ 13 ]                         |
| 2023                           | Produ Awards                       | Millor pel·lícula de comèdia estrenada en plataforma | El gerente                          | Pendent                        | [ 14 ]                         |
| 2023                           | Produ Awards                       | Branded Content                                      | El gerente                          | Pendent                        | [ 14 ]                         |
| 2023                           | Produ Awards                       | Millor showrunner - Comèdia i comèdia dramàtica      | Ariel Winograd                      | Pendent                        | [ 14 ]                         |